# Josef Schwemminger

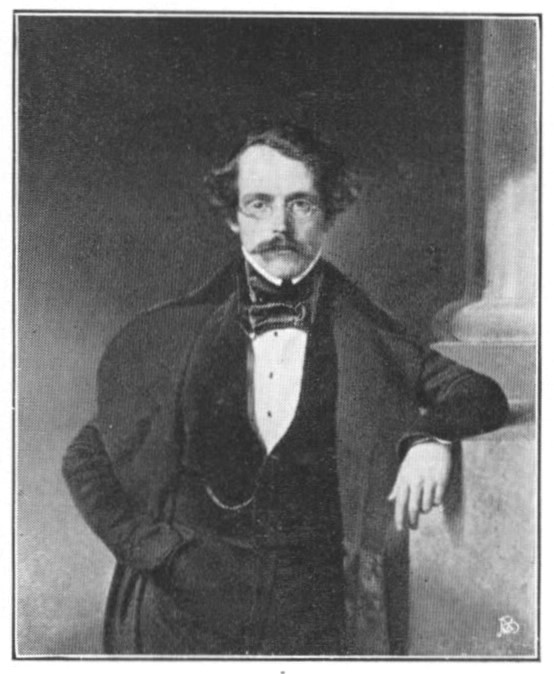
Josef Schwemminger auf der Reproduktion eines Ölgemäldes von Franz Eybl

Josef Schwemminger (* 21. Juni 1804 am Althangrund; † 12. Jänner 1895 in Wien; auch Joseph Schwemminger) war ein österreichischer Landschaftsmaler.

## Leben und Werk
Josef Schwemminger war ein Sohn des Porzellanmalers Anton Schwemminger, der 1808 starb. Sein älterer Bruder Heinrich Schwemminger war ebenfalls Maler. Ihre Schwester Theresia Schwemminger war eine Putzmacherin und heiratete den Maler Karl Schubert, einen Bruder des Komponisten Franz Schubert.

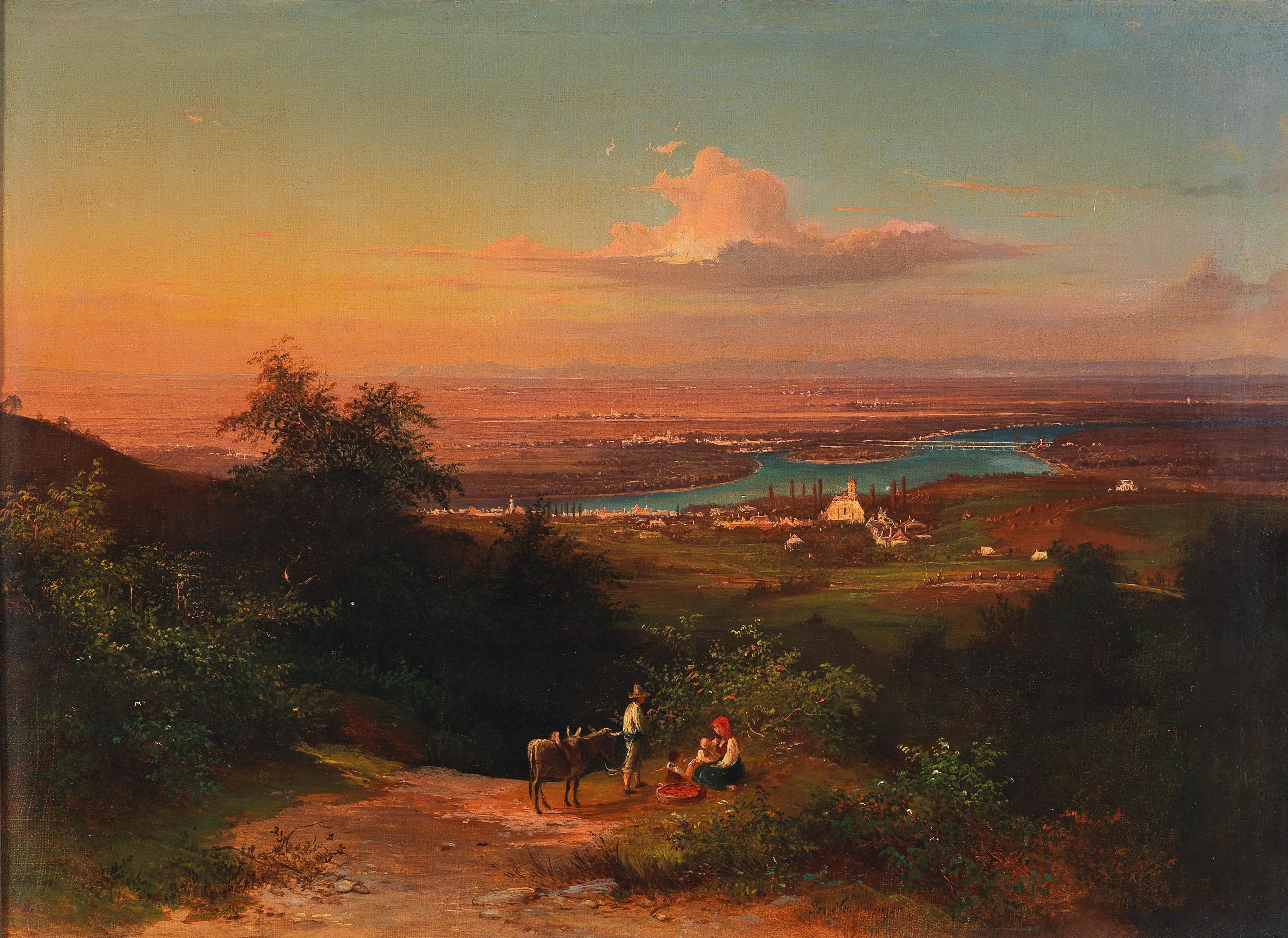
Ölgemälde Blick über Heiligenstadt (auf die noch unregulierte Donau, Nussdorf liegt links unten im Bild)

Josef Schwemminger studierte von 1817 bis 1827 an der Wiener Akademie der bildenden Künste und spezialisierte sich in dieser Zeit auf die Landschaftsmalerei mit heimatlichen Motiven. Viele seiner Gemälde sind von warmer Farb- und Lichtgebung gekennzeichnet, mehrere wurden als Stahlstiche weiterverbreitet. Schwemminger unternahm Reisen in verschiedene Kronländer sowie nach Bayern und Italien. Er wurde 1848 Mitglied der Wiener Akademie der bildenden Künste und 1868 Mitglied des Wiener Künstlerhauses.
Er starb im Alter von 90 Jahren in Wien-Alsergrund.